# Zamiaceae
Zamiaceae is een botanische naam, voor een familie van palmvarens. Een familie onder deze naam wordt algemeen erkend, maar
er is geen exacte overeenkomst over de samenstelling van de familie. De belangrijke vraag daarbij is of daarnaast de familie Stangeriaceae erkenning verdient.
Het gaat om een niet al te grote familie van hooguit enkele honderden soorten, die voorkomen in warme tot tropische streken. De familie is een bron van sago.